# روثمانز، بنسون وهيدجز
روثمانز، بنسون وهيدجز هي شركة منتجة وموزعة لمنتجات التبغ في كندا. وقد تم تشكيلها من خلال دمج الوحدات الكندية من روثمانز الدولية بنسون وهيدجز، التي تملكها فيليب موريس. عندما اشترت الشركة البريطانية الأمريكية للتبغ شركة روثمانز في عام 199، قامت بطرح حصتها البالغة 60٪ من روثمانز وبنسون وهيدجز كشركة عامة تحتت اسم روثمانز، ثم اشترت شركة فيليب موريس إنترناشيونال شركة روثمانز في عام 2008.